# 荒木恒竹
荒木 恒竹（あらき つねたけ、1960年4月29日 - 2017年8月27日）は、日本のアナウンサー。テレビ熊本に所属していた。

## 経歴・人物
大分県北海部郡佐賀関町（現・大分市）出身。10歳まで同地で過ごし、その後神奈川県茅ヶ崎市に在住していた。
法政大学卒業後、1985年4月にテレビ熊本に入社。アナウンサーのほか、報道部長も務めた。アナウンサーとして、ローカル番組を中心に32年にわたり活躍した。
フジテレビアナウンサーの軽部真一とは系列局の同期で、荒木がキャスターの番組「TKUスーパーニュースぴゅあピュア」に軽部がゲスト出演した際、FNSの新人アナウンサー研修で知り合い、記念写真も隣同士で写っている事や、思い出話を語った。先述の軽部と同じくフジテレビアナウンサーの三宅正治も系列局の同期で、荒木がリポーターの番組「英太郎のかたらんね」に三宅がゲスト出演した際、FNSの新人アナウンサー研修で知り合い、記念写真も隣同士で写っている事や、思い出話を語った。

### 急死
2017年8月27日の昼のニュース（「FNNスピークWeekend」のローカルパート）を担当した後体調を崩し、救急搬送されたものの、昼のニュースの放送から2時間後の午後1時58分、大動脈解離により死去した。翌8月28日にテレビ熊本が荒木の急逝を同局公式サイト上で発表、また28日に放送された同局の各ローカル番組内でも出演者らが荒木の訃報を伝えた。満57歳没。
亡くなった際には熊本市長の大西一史やDo As Infinityの伴都美子らがツイッター上で、また女優の映美くらららが自身のブログ上でコメントを寄せた。
県内他局である熊本放送（RKK）アナウンサーの木村和也は、8月29日の通夜に参列するとともに自身のブログで追悼記事を投稿した。この中では、熊本にある放送局のアナウンサーが集まって勉強会および懇親会をやっているエピソードを添え、荒木は「在熊アナウンサーの兄貴」だったと故人を偲んだ。葬儀・告別式は8月30日に執り行なわれ、後輩アナウンサーの熊本竜太がブログで荒木とのエピソードを交えて告別式の模様を記し、故人を追悼した。
急死から2週間後の2017年9月9日・10日にフジテレビ系列全国ネットで放送された『FNS27時間テレビ2017 にほんのれきし』のFNS各局参加企画「れきし自慢!大賞」（8月に収録）が、生涯最後の出演となった。

## 担当していた番組
- TKUスーパーニュースぴゅあピュア - 番組開始から2003年3月までは第2部メインキャスター、2003年4月から2008年9月26日放送まで番組全体のメインキャスター、半年の降板期間を挟み2009年3月30日放送より第1部（17時台）のメインキャスターを務めていたが、番組リニューアルに伴い、2012年3月30日放送をもって番組を卒業した。
- TKUスーパーニュース（2001年度までの第1期メインキャスター、および週末版のシフト勤務）
- 夜はホンネで!?（番組MC、2012年4月3日〜2013年3月26日）
- 若っ人ランド - かつては司会者としても出演の後、ナレーション担当の時期もあった。
- 英太郎のかたらんね（月～金曜9:50 - 10:50、企画リポーター、「夫婦善哉」（毎週火曜日放送）コーナーMC）
- くまもとわくわく探偵団（日曜11:45 - 11:50）
- TKUテレビ批評（毎月一回放送、日曜6:15 - 6:30）
- TKUニュース（定時ニュース）
- TKUみんなのニュースWeekend（土・日17:30 - 18:00）
- FNNスピークWeekend TKUローカルパート（土・日11:50 - 12:00） - 亡くなる2時間前、最後に担当した番組となった。
- 1億2500万人の平成夏休みバラエティー（1994年7月23日・24日 フジテレビ系列） - 24日の「夜明けの一県一番リポート」にてTKUの中継リポーターを担当。
- FNS27時間テレビ2017 にほんのれきし（2017年9月9日・10日 フジテレビ系列）「れきし自慢!大賞」 - TKU代表として、熊本県出身のタレントのスザンヌとペアで出演[10][11]。これが最後の出演となった。